# Qaraqaya (Yardımli)
Qaragaya è un comune dell'Azerbaigian situato nel distretto di Yardımlı. Conta una popolazione di 317 abitanti.